# Jelena Gavrilović
Jelena Gavrilović (ur. 18 stycznia 1983 w Belgradzie) – serbska aktorka filmowa, telewizyjna i teatralna.

## Filmografia
- 2008: Na lepom plavom Dunavu (Nina)
- 2008: Ulica lipa Irena
- 2008: Poslednja audijencija (Olga)
- 2009: Human Zoo (Nataša)
- 2009: Sve poruke su izbrisane
- 2010: Srpski film (Marija)
- 2010: Miris kiše na Balkanu (Eli)
- 2011: Cat Run
- 2011: Zlatna levica – priča o Radivoju Koraću
- 2011: Žene sa Dedinja Stjuardesa
- 2015: Sinđelići Violeta